# Sveriges näringsliv
Ej att förväxla med arbetsgivarorganisationen Svenskt Näringsliv.
Sveriges näringsliv är näringslivet i Sverige, inklusive svenska företag, svensk industri och svenskt entreprenörskap som del av Sveriges ekonomi.